# Неорганизованный боро

Неорганизованный боро на карте Аляски

Неорганизованный боро (англ. Unorganized Borough) — часть американского штата Аляска, существующая независимо от остальных 19 организованных боро. Общая площадь занимает почти половину территории Аляски — 837 700 км²; это больше территории Германии и Италии вместе взятых и почти в 1,5 раза больше, чем второй по территории штат страны Техас.
По переписи населения 2000 года, около 13 % жителей Аляски (81 803 человека) проживало в неорганизованном боро.
В связи с большой территорией региона для удобства проведения переписи Бюро переписи населения США в 1970 году разделило территорию боро на 11 зон переписи населения. В настоящее время, после выделения зоны Питерсберг (Petersburg Census Area) в боро и разделения зоны Валдиз-Кордова на Чугач и Коппер-Ривер, неорганизованный боро разделён на 11 зон:
- Алеушианс-Уэст
- Бетел
- Диллингхем
- Коппер-Ривер[англ.]
- Кусилвак
- Ном
- Принс-оф-Уэльс — Хайдер
- Саутист-Фэрбанкс
- Хуна-Ангун
- Чугач[англ.]
- Юкон-Коюкук

Эта обширная территория не имеет никакого местного органа власти, кроме школьных округов и локальных муниципалитетов, входящих в её пределы. Кроме городов, все правительственные услуги в неорганизованном боро осуществляются властью штата.